# 마르단종합경기장
마르단종합경기장(튀르키예어: Mardan Spor Kompleksi)은 튀르키예 안탈리아 악수(Aksu)에 위치한 다목적 경기장으로 안탈리아스포르의 홈 구장이자 2008년 UEFA U-17 축구 선수권 대회 개최 장소 중 한 곳이며 경기장의 좌석 수는 7,938명이다.